# 黄陂区
黄陂区是中华人民共和国湖北省武汉市下辖的市辖区，由黄陂县于1998年撤县设区而成。區人民政府駐前川街道黃陂大道380號。

## 历史

### 隶属变迁
黄陂区在春秋属黄国，楚成王灭黄国后属楚国，秦统一六国后属南郡，汉属江夏郡，三国魏国属荆州和豫州，南朝宋属郢州。北周大象元年夏历十一月（579年12月），周国讨伐陈国，杞国公宇文亮攻破黄城，设立黄陂县，隶司州安昌郡（后司州改为黄州）。隋大业五年（609年）后，黄陂县隶荆州永安郡。黄陂县在唐朝时期先後属淮南道齐安郡、黄州，五代十國时先属吴国，后属南唐，宋朝时属淮南西路黄州，元朝属河南江北行省肃政廉访司黄州路，明朝属湖广布政使司黄州府，清朝雍正七年（1729年）改隶湖北布政使司汉黄德道汉阳府。
民国元年（1912年），黄陂县隶鄂东道（民国3年鄂东道改为江汉道）。民国16年（1927年），黄陂县直属湖北省。民国21年（1932年）起，黄陂县先后隶属湖北省第二、第四行政督察区，黄冈管区。民国27年（1938年），日本军队占领黄陂县后，县政府先后迁移多地，直至民国34年（1945年）返回县城。1949年5月，黄陂县归属中国共产党政权，隶属孝感专区。1959年，孝感专区撤销，黄陂县隶属武汉市。1961年，孝感专区恢复，黄陂县复隶孝感专区（1970年孝感专区改为孝感地区）。1983年11月，黄陂县划归武汉市管辖。1998年9月15日，国务院同意撤销黄陂县，设立武汉市黄陂区。

### 县域变迁
建县之初，县境只有木兰山以南部分。宋朝时期，木兰山至河南罗山县界部分从黄冈县划入。此后东西部基本稳定，南北部稍有变动。明嘉靖四十二年（1563年），北滠源乡8个里划归黄安县。民国22年（1933年）1月，析河口里的河口、沙河上下、长冲上下、顺白泉上下、金鼓内外、夏木横等10会及夏店里的谢官河大雾冲、岵石岭、缺背湾、石滚冲等五会改隶礼山县。
1949年11月，武昌县沙口乡划入黄陂县武湖区。1951年5月，滠口区划入武汉市，次年7月复归黄陂县。1955年1月，滠口区的金银滩、胡家栋2个村划入武汉市。1956年6月，谌家矶乡、接金乡，西起姑嫂树、大金潭、小金潭，东至钱家岭、王家墩萧家墩，北至二道桥和三道桥之间划入武汉市。

## 人口

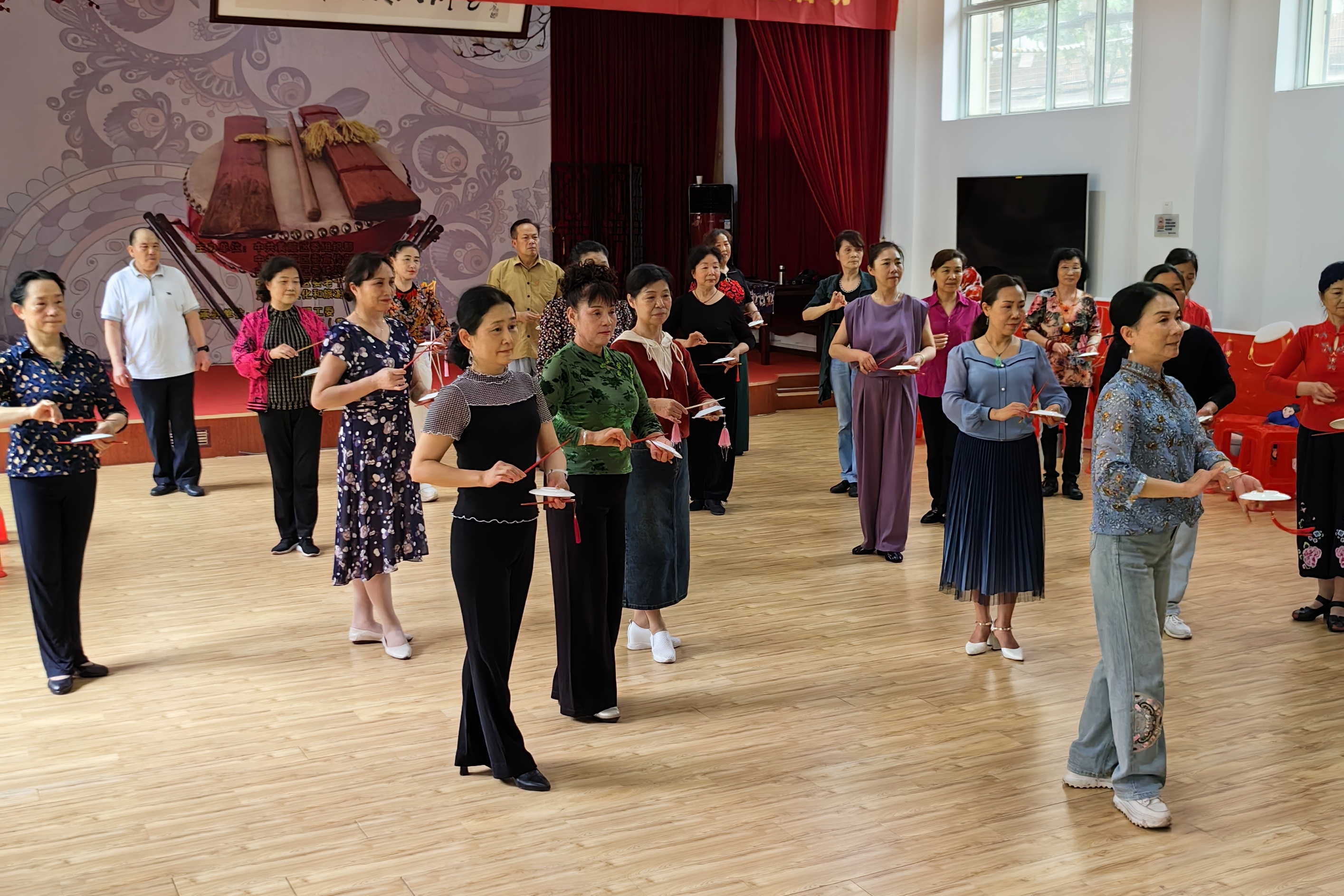
演员们在排练湖北大鼓

截至2020年11月，黃陂區常住人口115.16萬人。

## 行政区划
黄陂区辖15个街道、1个乡、3个类乡级行政单位：前川街道、祁家湾街道、横店街道、罗汉寺街道、滠口街道、六指店街道、天河街道、王家河街道、长轩岭街道、李家集街道、姚家集街道、蔡家榨街道、武湖街道、三里桥街道、蔡店街道、木兰乡、木兰山风景区、大潭原种场和盘龙城经济开发区。